# Atletica leggera ai Giochi della XX Olimpiade - 5000 metri piani

Video integrale della finale

I 5000 metri piani hanno fatto parte del programma maschile di atletica leggera ai Giochi della XX Olimpiade. La competizione si è svolta nei giorni 7-10 settembre 1972 allo Stadio olimpico di Monaco.

## Presenze ed assenze dei campioni in carica
| Competizione      | Atleta           | Prestazione | Monaco 1972 |
| ----------------- | ---------------- | ----------- | ----------- |
| Olimpiadi 1968    | Mohamed Gammoudi | 14'05”0     | Presente    |
| Commonwealth 1970 | Ian Stewart      | 13'22”85    | Presente    |
| Panamericani 1971 | Marty Liquori    | 3'42”10     | Infortunato |
| Europei 1971      | Juha Väätäinen   | 13'32”6     | Presente    |

1. ↑  Sotto la bandiera della Gran Bretagna.

Il vincitore dei Trials USA è Steve Prefontaine con 13'22”8.

## La gara
La finale si corre sette giorni dopo la finale dei 10.000. Ci sono i due atleti protagonisti della caduta durante la gara, il finlandese Virén ed il tunisino Gammoudi, campione in carica sulla distanza. Fra gli altri favoriti il belga Emiel Puttemans, giunto secondo sui 10000 m, e lo statunitense Steve Prefontaine, vincitore dei Trials.
Dopo un inizio a ritmo blando, a quattro giri dalla fine si porta in testa Prefontaine, che opera una prima selezione. Agli 800 metri gli risponde Virén, che si alterna al comando con lo statunitense, mentre solo Gammoudi mantiene il loro ritmo. I tre si contendono il primato nell'ultimo giro finché, ai 150 metri, Virén supera definitivamente il tunisino e vince con il nuovo record olimpico, mentre sul finale il britannico Ian Stewart rimonta su Prefontaine soffiandogli la medaglia di bronzo.

## Risultati

### Turni eliminatori
| 5 Batterie | 7 settembre  | 71 iscritti    | Si qualificano i primi 2 + i 4 migliori tempi. |
| Finale     | 10 settembre | 14 concorrenti |                                                |

### Batterie
| Pos. | Atleta            | Nazione       | Tempo   | Nota |
| ---- | ----------------- | ------------- | ------- | ---- |
| 1    | Mohamed Gammoudi  | Tunisia       | 13'49"8 | Q    |
| 2    | Dave Bedford      | Gran Bretagna | 13'49"8 | Q    |
| 3    | Ben Jipcho        | Kenya         | 13'56"8 |      |
| 4    | Anders Gärderud   | Svezia        | 13'57"2 |      |
| 5    | Mike Keogh        | Irlanda       | 13'57"8 |      |
| 6    | René Goris        | Belgio        | 13'57"8 |      |
| 7    | Arne Risa         | Norvegia      | 14'01"6 |      |
| 8    | Takaharu Koyama   | Giappone      | 14'12"6 |      |
| 9    | Carlos Lopes      | Portogallo    | 14'29"6 |      |
| 10   | Esau Adenji       | Camerun       | 15'19"6 |      |
| 11   | Phang Cue Suppiah | Singapore     | 15'36"6 |      |

| Pos. | Atleta            | Nazione          | Tempo   | Nota |
| ---- | ----------------- | ---------------- | ------- | ---- |
| 1    | Emiel Puttemans   | Belgio           | 13'31"8 | Q    |
| 2    | Steve Prefontaine | Stati Uniti      | 13'32"6 | Q    |
| 3    | Harald Norpoth    | Germania Ovest   | 13'33"4 | q    |
| 4    | Javier Álvarez    | Spagna           | 13'36"6 | q    |
| 5    | Grant McLaren     | Canada           | 13'43"8 |      |
| 6    | Pedro Miranda     | Messico          | 13'45"2 |      |
| 7    | Vladimir Afonin   | Unione Sovietica | 14'08"6 |      |
| 8    | Raymond Zembri    | Francia          | 14'34"4 |      |
| 9    | Dick Quax         | Nuova Zelanda    | 14'35"2 |      |
| 10   | Gert Kærlin       | Danimarca        | 14'39"2 |      |
| 11   | Carlos Cuque      | Guatemala        | 15'53"4 |      |

| Pos. | Atleta              | Nazione        | Tempo   | Nota |
| ---- | ------------------- | -------------- | ------- | ---- |
| 1    | Ian McCafferty      | Gran Bretagna  | 13'38"2 | Q    |
| 2    | Frank Eisenberg     | Germania Est   | 13'38"4 | Q    |
| 3    | Per Halle           | Norvegia       | 13'38"6 | q    |
| 4    | Dušan Moravčík      | Cecoslovacchia | 13'40"4 |      |
| 5    | Paul Mose           | Kenya          | 13'41"4 |      |
| 6    | Tapio Kantanen      | Finlandia      | 13'42"0 |      |
| 7    | Tony Benson         | Australia      | 13'42"8 |      |
| 8    | Boualem Rahoui      | Algeria        | 13'45"0 |      |
| 9    | Tekle Fetinsa       | Etiopia        | 13'50"4 |      |
| 10   | Dick Tayler         | Nuova Zelanda  | 13'56"2 |      |
| 11   | Eddie Sequeira      | India          | 14'01"4 |      |
| 12   | John Hartnett       | Irlanda        | 14'34"6 |      |
| 13   | Abdullah Al-Mabrouk | Arabia Saudita | 15:51.0 |      |

| Pos. | Atleta             | Nazione          | Tempo   | Nota |
| ---- | ------------------ | ---------------- | ------- | ---- |
| 1    | Juha Väätäinen     | Finlandia        | 13'32"8 | Q    |
| 2    | Ian Stewart        | Gran Bretagna    | 13'33"0 | Q    |
| 3    | Mariano Haro       | Spagna           | 13'36"4 | q    |
| 4    | Tolossa Kotu       | Etiopia          | 13'46"2 |      |
| 5    | Willy Polleunis    | Belgio           | 13'52"6 |      |
| 6    | Nikolay Puklakov   | Unione Sovietica | 13'57"6 |      |
| 7    | Mario Pérez        | Messico          | 13'58"2 |      |
| 8    | Len Hilton         | Stati Uniti      | 14'07"2 |      |
| 9    | Wolfgang Riesinger | Germania Ovest   | 14'15"2 |      |
| 10   | Knut Børø          | Norvegia         | 14'15"8 |      |
| 11   | Jørn Lauenborg     | Danimarca        | 14'18"8 |      |
| 12   | Evans Mogaka       | Kenya            | 14'37"2 |      |
| 13   | Damiano Musonda    | Zambia           | 14'37"4 |      |

| Pos. | Atleta               | Nazione          | Tempo   | Nota |
| ---- | -------------------- | ---------------- | ------- | ---- |
| 1    | Lasse Virén          | Finlandia        | 13'38"4 | Q    |
| 2    | Nikolay Sviridov     | Unione Sovietica | 13'38"4 | Q    |
| 3    | Josef Jánský         | Cecoslovacchia   | 13'39"8 |      |
| 4    | George Young         | Stati Uniti      | 13'41"2 |      |
| 5    | Edmundo Warnke       | Cile             | 13'43"6 |      |
| 6    | Bob Finlay           | Canada           | 13'44"0 |      |
| 7    | Keisuke Sawaki       | Giappone         | 13'44"8 |      |
| 8    | Bronisław Malinowski | Polonia          | 13'48"2 |      |
| 9    | Jürgen May           | Germania Ovest   | 14'06"6 |      |
| 10   | Gavin Thorley        | Nuova Zelanda    | 14'11"6 |      |
| 11   | Hikmet Şen           | Turchia          | 14'26"0 |      |
| 12   | Fritz Rüegsegger     | Svizzera         | 14'54"4 |      |
| 13   | Usaia Sotutu         | Figi             | 15'24"2 |      |

### Finale
| Pos.    | Atleta            | Età | Nazione          | Tempo    | Nota            |
| ------- | ----------------- | --- | ---------------- | -------- | --------------- |
| Oro     | Lasse Virén       | 23  | Finlandia        | 13'26"42 | Record olimpico |
| Argento | Mohamed Gammoudi  | 34  | Tunisia          | 13'27"33 |                 |
| Bronzo  | Ian Stewart       | 23  | Gran Bretagna    | 13'27"61 |                 |
| 4       | Steve Prefontaine | 21  | Stati Uniti      | 13'28"25 |                 |
| 5       | Emiel Puttemans   | 24  | Belgio           | 13'30"82 |                 |
| 6       | Harald Norpoth    | 30  | Germania Ovest   | 13'32"58 |                 |
| 7       | Per Halle         | 23  | Norvegia         | 13'34"38 |                 |
| 8       | Nikolay Sviridov  | 34  | Unione Sovietica | 13'39"31 |                 |
| 9       | Frank Eisenberg   | 28  | Germania Est     | 13'40"84 |                 |
| 10      | Javier Álvarez    | 28  | Spagna           | 13'41"83 |                 |
| 11      | Ian McCafferty    | 27  | Gran Bretagna    | 13'43"20 |                 |
| 12      | Dave Bedford      | 22  | Gran Bretagna    | 13'43"22 |                 |
| 13      | Juha Väätäinen    | 31  | Finlandia        | 13'53"84 |                 |
| -       | Mariano Haro      | 32  | Spagna           |          | Rit.            |